# (2489) Suvorov
(2489) Suvorov es un asteroide perteneciente al cinturón de asteroides, descubierto el 11 de julio de 1975 por la astrónoma soviética Liudmila Chernyj desde el Observatorio Astrofísico de Crimea.

## Designación y nombre
Designado provisionalmente como  1975 NY . Fue nombrado Suvorov en honor al militar ruso Aleksandr Suvórov.